# Pogoniulus pusillus
Pogoniulus pusillus е вид птица от семейство Lybiidae.

## Разпространение
Видът е разпространен в Еритрея, Етиопия, Кения, Мозамбик, Сомалия, Судан, Свазиленд, Танзания, Уганда, Южна Африка и Южен Судан.